# Josef Purcner
Josef Purcner, uváděn též jako Josef Purzner (28. února 1839 Pavlice – 14. října 1900 Moravské Budějovice), byl rakouský statkář a politik, poslanec Moravského zemského sněmu.

## Životopis
Narodil se v německé rolnické rodině v Pavlicích. Jeho otec byl hostinský Johann Purzner. Navštěvoval národní školu ve Vranovské Vsi a reálku ve Znojmě. Sňatkem v roce 1866 s Antonií Urbánkovou získal statek v Moravských Budějovicích a díky novému společenskému postavení se zapojil do veřejného života. Vstoupil do místního českého čtenářského a pěveckého spolku Budivoj a v roce 1869 byl zvolen jeho předsedou.
V roce 1871 byl zvolen do moravskobudějovického obecního výboru. O 3 roky později se stal radním. Byl zvolen prvním českým starostou města. Obvykle je uváděno, že se starostou stal v roce 1882, ale v protokolu ze zasedání výboru figuruje jeho jméno u postu starosty již v červnu 1881. Ve funkci podporoval školství, zasloužil se o výstavbu hasičského depa. V roce 1889 jako první podepisuje pozvánku na založení Sokola. Roku 1882 se podílel na svolání prvního moravskoslezského rolnického dne v Brně.
Politicky byl umírněný český autonomista. Prosazoval také agrární zájmy. Ve volbách do Říšské rady 1879 kandidoval za jihomoravský venkovský obvod, ale porazil jej Johann Fux. Volby ale prokázaly Purcnerovo voličské zázemí v oblasti. Po Fuxově smrti se v doplňovacích volbách v roce 1882 postavil i jeho nástupci Viktoru Hübnerovi. Pokusil se jej porazit ještě v řádných volbách v roce 1885, ale ani tehdy neuspěl.
V moravských zemských volbách v roce 1884 kandidoval do venkovské kurie v převážně českém volebním obvodě okresů Jemnice a Dačice a porazil německého liberála Jana Benna. Na sněmu několikrát vystoupil kvůli výstavbě silnic v jeho obvodě. Věnoval se také daňovým otázkám a hájil zájmy rolníků. Kandidoval znovu ve volbách v roce 1890 za Moravskou národní stranu (staročeskou), ale vypadl již v prvním kole. Na sněmu ho nahradil Ondřej Pecl.
S manželkou Antonií měl 2 syny – Josefa (nar. 1867) a Jana (nar. 1870).